# Malik Blumenthal
Malik Blumenthal (Berlino, 14 luglio 1992) è un attore tedesco.

## Biografia
Malik Blumenthal è nato il 14 luglio 1992 a Berlino.
Dopo una veloce apparizione nell'episodio di una serie televisiva in tenera età e la partecipazione ad un cortometraggio nel 2013, Malik ha esordito come attore nel 2015 nel film Uns geht es gut di Henri Steinmetz, nel quale recitava accanto a Franz Rogowski, Angela Winkler, Jonas Dassler e Denis Moschitto. Dopo aver recitato nelle serie televisive Tatort e 14º Distretto, ha recitato nella miniserie Mord Im Internat nel ruolo di Daniel. Altre serie da lui interpretate sono Squadra speciale Lipsia, Ultima traccia Berlino, SOKO Potsdam e SOKO Wismar.
Nel 2020 è stato protagonista del film König der Raben.

## Filmografia

### Cinema
- Heile Gänsje, regia di Matt Lambert - cortometraggio (2013)
- Uns geht es gut, regia di Henri Steinmetz (2015)
- Jibril, regia di Henrika Kull (2018)
- Yung, regia di Henning Gronkowski (2018)
- Miss Platnum & Bazzazian: Weapons, regia di Chehad Abdallah - cortometraggio (2019)
- Sunburned, regia di Carolina Hellsgård (2019)
- König der Raben, regia di Piotr J. Lewandowski (2020)
- True Things, regia di Harry Wootliff (2021)[3]
- The Kids Turned Out Fine, regia di Thilo Vogt (2022)
- Distance, regia di Lars Knorrn (2022)

### Televisione
- Ein starkes Team – serie TV, 1 episodio (1994)
- Tod einer Kadettin, regia di Raymond Ley – film TV (2017)
- Tatort – serie TV, 3 episodi (2017-2019)
- 14º Distretto (Großstadtrevier) – serie TV, 1 episodio (2018)
- The World of Red Bull unleashed, regia di Lee Deaville - cortometraggio TV (2018)
- Mord Im Internat, regia di Daniel Anderson, Miriam Dehne e Volker Schwab – miniserie TV (2019)
- Squadra speciale Lipsia (SOKO Leipzig) – serie TV, 1 episodio (2021)
- Ultima traccia Berlino (Letzte Spur Berlin) – serie TV, 1 episodio (2021)
- Der König von Palma – serie TV, 6 episodi (2022)
- Der Barcelona Krimi – serie TV, 1 episodio (2022)
- Lauchhammer - Tod in der Lausitz, regia di Till Franzen – miniserie TV, 2 episodi (2022)
- SOKO Potsdam – serie TV, 1 episodio (2022)
- SOKO Wismar – serie TV, 1 episodio (2022)

### Video musicali
- Giant Rooks: King Thinking (2019)
- Kummer: Bei Dir (2019)

## Riconoscimenti
- 2018 - Kinofest Lünen
  - Miglior attore per Jibril